# Paul Poujaud
Paul Poujaud, né le 27 juillet 1856 à Guéret et mort le 4 octobre 1936 à Saint-Fiel, est un avocat français et une personnalité de la vie musicale, littéraire et artistique de son temps.

## Biographie
Paul Poujaud naît le 27 juillet 1856 à Guéret,.
Issu d'une famille de bonne bourgeoisie, il fait des études de droit, obtient un doctorat et devient avocat à la Cour de Paris,.
Mais à côté de sa carrière professionnelle, Poujaud, grand amateur de musique et de littérature, est surtout connu pour être une personnalité importante de la vie artistique de son temps. Il prodigue notamment ses conseils à toute une génération de compositeurs. Ami de César Franck, dont il va écouter tous les dimanches à Sainte-Clotilde les improvisations à l'orgue, il l'oriente vers des poésies à mettre en musique. Il fréquente également les salons musicaux de la capitale, où il se lie avec Claude Debussy, Gabriel Fauré, Emmanuel Chabrier, Ernest Chausson, Charles Bordes, Paul Dukas et Vincent d'Indy.
La musicologue Manuela Schwartz relève que « sa correspondance avec ces compositeurs témoigne de l'importance de son influence sur ces artistes ».
Sa formation musicale n'est pas connue mais il pratiquait le chant à la Schola Cantorum et « jouait assez bien du piano pour pouvoir lire et analyser les partitions d'orchestre qui lui étaient soumises ».
Paul Poujaud est également un proche de Paul Valéry, André Hallays et d'Edgar Degas.
Intéressé par le folklore, il recueille de la bouche d'un paysan de la Creuse une mélodie qui est utilisée par César Franck dans le morceau Chant de la Creuse du dernier recueil de pièces pour harmonium du compositeur,.
Son influence indirecte se manifeste aussi pendant la genèse du Roi Arthus de Chausson, de Fervaal de d'Indy et d'autres œuvres musicales de l'époque.
Paul Poujaud est représenté par Maurice Denis dans la partie de décoration du plafond du théâtre des Champs-Elysées intitulée « La Sonate ».
Retiré dans sa Creuse natale, il y meurt le 4 octobre 1936, à Saint-Fiel.